# Autostick

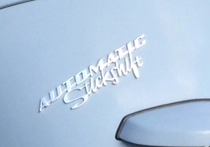
Emblema trasero de un Volkswagen Escarabajo equipado con cambio "Autostick" (Stickshift)

El nombre Autostick se ha utilizado para denominar a una transmisión semiautomática utilizada por Volkswagen, que consistía en un sistema de embrague de accionamiento asistido operado por vacío, junto con un transmisión manual convencional de 3 velocidades. Por otro lado, el sistema "AutoStick" diseñado por Chrysler permitía la selección manual de marchas con una transmisión automática hidráulica estándar, también conocida como transmisión manumática. Los sistemas Autostick utilizados por Volkswagen y por Chrysler no están relacionados directamente entre sí, no son mecánicamente similares en su funcionamiento y no comparten ninguna similitud en su diseño y construcción internos.
También se han comercializado dispositivos similares ideados por otros fabricantes de automóviles (por ejemplo, el Sportomatic diseñado por Porsche), utilizando nombres como "e-stick", "shift-command", "steptronic", "geartronic" o "sportmatic". Muchas marcas ofrecen transmisiones manumáticas controladas electrónicamente, que brindan a los conductores la posibilidad de cambiar de marcha por sí mismos o dejar que lo haga una centralita electrónica de control de forma completamente automática.
El objetivo de estos sistemas es proporcionar una sensación más deportiva y centrada en el conductor. Las transmisiones automáticas modernas se han vuelto tan eficientes y adaptables, que han ido aumentando su cuota de mercado frente a los coches con transmisiones totalmente manuales, aunque estos siguen disfrutando de menores costes de adquisición y de mantenimiento.

## Autostick de Volkswagen
Comercializada como "Volkswagen Automatic Stickshift", la transmisión manual de tres velocidades estaba conectada a un embrague automático operado por vacío. La parte superior de la palanca de cambios se diseñó para presionar y activar fácilmente un interruptor eléctrico, accionado por la mano del conductor. Cuando se presionaba, el interruptor operaba un solenoide con una corriente de 12 voltios, que a su vez operaba un servosistema que se valía de una bomba de vacío para desacoplar el embrague, permitiendo así el cambio entre marchas. Con la mano del conductor retirada de la palanca de cambios, el embrague se volvía a acoplar automáticamente. La transmisión también estaba equipada con un convertidor de par, lo que permitía que el automóvil estuviera detenido con el motor en marcha, como en una transmisión automática hidráulica estándar. El convertidor de par era operado por un fluido de transmisión. Esta configuración permitía que el automóvil se detuviera en cualquier marcha, y partiera desde parado también desde cualquier marcha.
El Autostick apareció por primera vez en 1968 en el Volkswagen Escarabajo y en el Volkswagen Karmann Ghia, junto con una suspensión trasera totalmente independiente presentada ese mismo año para la gama de modelos de 1969. VW terminó la producción del "Autostick" con los modelos del año 1976.

## AutoStick de Chrysler
Chrysler desarrolló una transmisión automática con controles de transmisión electrónica que tenía un modo "Autostick", que proporcionaba cambios más agresivos entre marchas cuando se pisaba el acelerador. "Esencialmente una transmisión automática interactiva para el conductor que ofrece capacidad de cambio de marcha", el nuevo sistema se presentó en un prototipo denominado "Jazz".
Comercializados como "Chrysler AutoStick", el Dodge Intrepid ES y el Chrysler Vision TSi fueron los primeros modelos de automóviles de producción en serie en América del Norte que venían equipados con el sistema, el primero como opción y el segundo como estándar. También era equipación estándar en el Plymouth Prowler de 1997 y en el Chrysler 300M de 1999. Se agregó a los coches de la serie JA como el Dodge Stratus de 1997. Este sistema era estándar en los modelos Dodge Grand Caravan ES de 1999 a 2003, pero solo los modelos de tracción delantera desde el 4x4 usaban un módulo de control de transmisión diferente. Muchos modelos de Chrysler fueron equipados posteriormente con este sistema, incluidos los 300, 300C, Charger, Challenger, Sebring, PT Cruiser, Crossfire, Pacifica, Chrysler Town & Country, Dodge Avenger, Dodge Stratus R/T, Dodge Journey R/T y SXT y Dodge Caravan.

### Ventajas del sistema
- Posibilidad de seleccionar marchas manualmente
- Posibilidad de arrancar desde parado desde la segunda o la tercera posición en condiciones climáticas adversas para mejorar la tracción
- Permite hacer cambios descendentes al bajar pendientes pronunciadas para mantener controlada la velocidad
- Rendimiento mejorado con cambios más rápidos y firmes
- Elimina el accionamiento con un pedal, y en su lugar se opera con la mano

### Componentes y funcionamiento
Los componentes del sistema Autostick en los primeros vehículos Chrysler en tener el diseño incluyeron una unidad de control de transmisión (TCM) diferente, con un conjunto de cambios que utilizaba un diseño PRNDL único inventado por Peter Gruich en 1994, con un grupo de indicadores que incluían un pequeño panel de lectura para que el conductor supiera qué marcha estaba seleccionada.
El sistema funcionaba colocando la palanca selectora hacia abajo en un área cerrada en el conjunto de cambios, lo que permitía que la palanca se empujara hacia la derecha (cambio ascendente) o hacia la izquierda (cambio descendente). Cuando el conductor empujaba la palanca selectora en cualquiera de estas direcciones, el conjunto enviaba una señal a  la centralita de control para que cambiase hacia arriba o hacia abajo, según las acciones del conductor. Situar la palanca en el modo automático mientras el vehículo estaba en movimiento simplemente mantenía el vehículo en la marcha seleccionada. El manual de servicio explicaba que la señalización del Autostick estaba multiplexada en un solo cable. 

### Sistema de seguridad
En las versiones más modernas, si el usuario no cambia mientras conduce en el modo AutoStick, la transmisión cambiará automáticamente hacia arriba cuando el motor alcance la línea roja del cuentarrevoluciones (la excepción es el Plymouth / Chrysler Prowler, que no cambia automáticamente al alcanzar la línea roja cuando esté en modo AutoStick) para evitar daños en el motor o la transmisión. Cuando se detenga por completo, el sistema volverá automáticamente a la primera marcha.